# El Mirador (Argentina)
El Mirador es una localidad y distrito ubicado en el departamento Rivadavia de la provincia de Mendoza, Argentina. 
La villa cabecera se ubica en el barrio Bermejo, 5 km al sur del río Tunuyán, en el cruce de las calles Florida y Comeglio. El distrito abarca también los siguientes barrios: Albarracín Godoy, Jesús Misericordioso, Cooperativa El Mirador y La Esperanza. En el censo de 2001 Albarracín Godoy y Bermejo fueron denominados conjuntamente como El Mirador por el INDEC.
Es uno de los distritos más nuevos del departamento. Su nombre proviene de un mangrullo que el propietario de una finca utilizaba para mirar a sus obreros del que su fundador, el Sr. Benicio Arias, tomó su nombre para denominar esa zona. La zona es una de las más productivas del departamento, destacándose el cultivo de viñedos y frutales.
En 2004 se asfaltó la ruta Provincial 71, que sirve de acceso a esta localidad.